# South Highpoint
South Highpoint es un lugar designado por el censo ubicado en el condado de Pinellas en el estado estadounidense de Florida. En el Censo de 2010 tenía una población de 5195 habitantes y una densidad poblacional de 2017,91 personas por km².

## Geografía
South Highpoint se encuentra ubicado en las coordenadas 27°54′29″N 82°42′55″O / 27.90806, -82.71528. Según la Oficina del Censo de los Estados Unidos, South Highpoint tiene una superficie total de 2.57 km², de la cual 2.56 km² corresponden a tierra firme y (0.4%) 0.01 km² es agua.

## Demografía
Según el censo de 2010, había 5195 personas residiendo en South Highpoint. La densidad de población era de 2017,91 hab./km². De los 5195 habitantes, South Highpoint estaba compuesto por el 61.39% blancos, el 12.13% eran afroamericanos, el 1.17% eran amerindios, el 6.1% eran asiáticos, el 0.77% eran isleños del Pacífico, el 14.94% eran de otras razas y el 3.5% pertenecían a dos o más razas. Del total de la población el 31.15% eran hispanos o latinos de cualquier raza.